# Homolidae
Homolidae De Haan, 1839 è una famiglia di crostacei decapodi.

## Descrizione
Caratteristica particolare delle specie membri della famiglia degli Homolidae, sono l'ultimo paio delle appendici toraciche (pereiopodi), che gli permette di afferrare e tenere oggetti, posizionandoli sopra la metà posteriore del carapace. Solitamente gli oggetti sono spugne, coralli neri e gorgonie, questo è un comportamento utilizzato come meccanismo di difesa contro i predatori. Alcune specie, sono state osservate mentre portando dei ricci di mare vivi, mettendo in atto un rapporto simbiotico che consente loro di beneficiare della protezione delle punte pericolose del riccio.

## Distribuzione
Vivono principalmente nella piattaforma continentale e nella zona batipelagica, sono molto rari da incontrare.

## Tassonomia
La famiglia comprende 14 generi:
- Dagnaudus Guinot & Richer de Forges, 1995
- Gordonopsis Guinot & Richer de Forges, 1995
- Homola Leach, 1816
- Homolax Alcock, 1899
- Homolochunia Doflein, 1904
- Homologenus A. Milne-Edwards, in Henderson, 1888
- Homolomannia Ihle, 1912
- Ihlopsis Guinot & Richer de Forges, 1995
- Lamoha Ng, 1998
- Latreillopsis Henderson, 1888
- Moloha Barnard, 1947
- Paromola Wood-Mason & Alcock, 1891
- Paromolopsis Wood-Mason & Alcock, 1891
- Yaldwynopsis Guinot & Richer de Forges, 1995